# 1954-es labdarúgó-világbajnokság (2. csoport)
Az 1954-es labdarúgó-világbajnokság 2. csoportjának mérkőzéseit június 17. és június 23. között játszották. A csoportban Magyarország, az NSZK, Törökország és Dél-Korea szerepelt.
Minden csapat két-két mérkőzést játszott, amolyan csonka lebonyolítási rendszerben. Pontegyenlőség esetén a második és a harmadik helyezett játszott még egyszer egymás ellen. Ha az első és a második helyezett között alakult ki pontegyenlőség, akkor sorsolással döntötték el a csoportelsőség kérdését. A csoportból Magyarország és az NSZK jutott tovább az első két helyen. A mérkőzéseken összesen 41 gól esett.

## Végeredmény
| Csapat       | Pont | Mérk | Gy | D | V | G+ | G- | +/- |
| ------------ | ---- | ---- | -- | - | - | -- | -- | --- |
| Magyarország | 4    | 2    | 2  | 0 | 0 | 17 | 3  | +14 |
| NSZK         | 2    | 2    | 1  | 0 | 1 | 7  | 9  | -2  |
| Törökország  | 2    | 2    | 1  | 0 | 1 | 8  | 4  | +4  |
| Dél-Korea    | 0    | 2    | 0  | 0 | 2 | 0  | 16 | -16 |

## Mérkőzések

### Magyarország – Dél-Korea
| 1954, június 17. 18: 00 (CET) |

| Magyarország                                                             | 9–0               | Dél-Korea |
| ------------------------------------------------------------------------ | ----------------- | --------- |
| Puskás 11' 89' Lantos 17' Kocsis 24' 35' 50' Czibor 58' Palotás 76', 83' | (4–0) Jegyzőkönyv |           |

| Hardturm stadion, Zürich Nézőszám: 18 000 Játékvezető: Raymond Vincentini (francia) Asszisztensek: Albert Von Gunter (svájci), Erich Steiner (osztrák) |

| Magyarország | Dél-Korea |

| GK                   | 1  | Grosics Gyula  |
| DF                   | 2  | Buzánszky Jenő |
| DF                   | 3  | Lóránt Gyula   |
| DF                   | 4  | Lantos Mihály  |
| MF                   | 5  | Bozsik József  |
| MF                   | 15 | Szojka Ferenc  |
| FW                   | 16 | Budai László   |
| FW                   | 8  | Kocsis Sándor  |
| FW                   | 19 | Palotás Péter  |
| FW                   | 10 | Puskás Ferenc  |
| FW                   | 11 | Czibor Zoltán  |
| Szövetségi kapitány: |    |                |
| Sebes Gusztáv        |    |                |

| GK                   | 1  | Hong Dokjong   |
| DF                   | 2  | Pak Kjudzsong  |
| DF                   | 4  | Kang Cshanggi  |
| DF                   | 3  | Pak Cseszung   |
| MF                   | 6  | Min Bjongde    |
| MF                   | 16 | Csu Jonggvang  |
| MF                   | 11 | Csong Namsik   |
| FW                   | 17 | Pak Ilgap      |
| FW                   | 10 | Szong Nagun    |
| FW                   | 9  | U Szanggvon    |
| FW                   | 8  | Cshö Dzsongmin |
| Szövetségi kapitány: |    |                |
| Kim Jongsik          |    |                |

### NSZK – Törökország
| 1954, június 17. 18: 00 (CET) |

| NSZK                                            | 4–1               | Törökország |
| ----------------------------------------------- | ----------------- | ----------- |
| Schäfer 12' Klodt 51' O. Walter 60' Morlock 84' | (1–1) Jegyzőkönyv | Suat 3'     |

| Wankdorfstadion, Bern Nézőszám: 39 000 Játékvezető: José Vieira da Costa (portugál) Asszisztensek: Zsolt István (magyar), Armand Merlotti (svájci) |

| NSZK | Törökország |

| GK                   | 1  | Toni Turek       |
| DF                   | 2  | Fritz Laband     |
| DF                   | 3  | Werner Kohlmeyer |
| DF                   | 7  | Josef Posipal    |
| MF                   | 6  | Horst Eckel      |
| MF                   | 8  | Karl Mai         |
| FW                   | 14 | Bernhard Klodt   |
| FW                   | 13 | Max Morlock      |
| FW                   | 15 | Ottmar Walter    |
| FW                   | 16 | Fritz Walter     |
| FW                   | 20 | Hans Schäfer     |
| Szövetségi kapitány: |    |                  |
| Sepp Herberger       |    |                  |

| GK                   | 1  | Turgay Şeren           |
| DF                   | 2  | Rıdvan Bolatlı         |
| DF                   | 3  | Basri Dirimlili        |
| DF                   | 4  | Mustafa Ertan          |
| MF                   | 5  | Çetin Zeybek           |
| MF                   | 6  | Rober Eryol            |
| FW                   | 7  | Erol Keskin            |
| FW                   | 8  | Suat Mamat             |
| FW                   | 9  | Feridun Buğeker        |
| FW                   | 10 | Burhan Sargun          |
| FW                   | 11 | Lefter Küçükandonyadis |
| Szövetségi kapitány: |    |                        |
| Sandro Puppo         |    |                        |

### Magyarország – NSZK
| 1954, június 20. 16: 50 (CET) |

| Magyarország                                                   | 8–3               | NSZK                            |
| -------------------------------------------------------------- | ----------------- | ------------------------------- |
| Kocsis 2' 21' 68' 78' Puskás 17' Hidegkuti 52' 55' Tóth J. 75' | (3–1) Jegyzőkönyv | Pfaff 25' Rahn 78' Herrmann 84' |

| St. Jakob stadion, Bázel Nézőszám: 65 000 Játékvezető: William Ling (angol) Asszisztensek: Werner Schicker (svájci), Mervyn Griffiths (walesi) |

| Magyarország | NSZK |

| GK                   | 1  | Grosics Gyula    |
| DF                   | 2  | Buzánszky Jenő   |
| DF                   | 4  | Lantos Mihály    |
| DF                   | 5  | Bozsik József    |
| MF                   | 3  | Lóránt Gyula     |
| MF                   | 6  | Zakariás József  |
| FW                   | 7  | Tóth József      |
| FW                   | 8  | Kocsis Sándor    |
| FW                   | 9  | Hidegkuti Nándor |
| FW                   | 10 | Puskás Ferenc    |
| FW                   | 11 | Czibor Zoltán    |
| Szövetségi kapitány: |    |                  |
| Sebes Gusztáv        |    |                  |

| GK                   | 22 | Heinz Kwiatkowski |
| DF                   | 4  | Hans Bauer        |
| DF                   | 3  | Werner Kohlmeyer  |
| DF                   | 7  | Josef Posipal     |
| MF                   | 10 | Werner Liebrich   |
| MF                   | 9  | Paul Mebus        |
| FW                   | 12 | Helmut Rahn       |
| FW                   | 6  | Horst Eckel       |
| FW                   | 16 | Fritz Walter      |
| FW                   | 19 | Alfred Pfaff      |
| FW                   | 17 | Richard Herrmann  |
| Szövetségi kapitány: |    |                   |
| Sepp Herberger       |    |                   |

### Törökország – Dél-Korea
| 1954, június 20. 17: 00 (CET) |

| Törökország                                                    | 7–0               | Dél-Korea |
| -------------------------------------------------------------- | ----------------- | --------- |
| Suat 10' 30' Küçükandonyadis 24' Sargun 37' 64' 70' Keskin 76' | (4–0) Jegyzőkönyv |           |

| Charmilles stadion, Genf Nézőszám: 3 000 Játékvezető: Esteban Marino (uruguayi) Asszisztensek: Vincenzo Orlandini (olasz), Ernest Schonholzer (svájci) |

| Törökország | Dél-Korea |

| GK                   | 1  | Turgay Şeren           |
| DF                   | 2  | Rıdvan Bolatlı         |
| DF                   | 3  | Basri Dirimlili        |
| DF                   | 4  | Mustafa Ertan          |
| MF                   | 5  | Çetin Zeybek           |
| MF                   | 6  | Rober Eryol            |
| FW                   | 7  | Erol Keskin            |
| FW                   | 8  | Suat Mamat             |
| FW                   | 20 | Necmi Onarıcı          |
| FW                   | 11 | Lefter Küçükandonyadis |
| FW                   | 10 | Burhan Sargun          |
| Szövetségi kapitány: |    |                        |
| Sandro Puppo         |    |                        |

| GK                   | 1  | Hong Dokjong  |
| DF                   | 2  | Pak Kjudzsong |
| DF                   | 14 | Han Cshanghva |
| DF                   | 13 | I Dzsonggap   |
| MF                   | 15 | Kim Dzsiszong |
| MF                   | 4  | Kang Cshanggi |
| FW                   | 18 | Cshö Jonggun  |
| FW                   | 7  | I Szunam      |
| FW                   | 19 | I Gidzsu      |
| FW                   | 9  | U Szanggvon   |
| FW                   | 20 | Csong Gukcsin |
| Szövetségi kapitány: |    |               |
| Kim Jongsik          |    |               |

### Rájátszás: NSZK – Törökország
| 1954, június 23. 18: 00 (CET) |

| NSZK                                                           | 7–2               | Törökország            |
| -------------------------------------------------------------- | ----------------- | ---------------------- |
| O. Walter 7' Schäfer 12' 79' Morlock 30' 60' 77' F. Walter 62' | (3–1) Jegyzőkönyv | Mustafa 21' Lefter 82' |

| Hardturm stadion, Zürich Nézőszám: 18 000 Játékvezető: Raymond Vincentini (francia) |

| NSZK | Törökország |

| GK                   | 1  | Toni Turek     |
| DF                   | 2  | Fritz Laband   |
| DF                   | 4  | Hans Bauer     |
| DF                   | 7  | Josef Posipal  |
| MF                   | 6  | Horst Eckel    |
| MF                   | 8  | Karl Mai       |
| FW                   | 14 | Bernhard Klodt |
| FW                   | 13 | Max Morlock    |
| FW                   | 15 | Ottmar Walter  |
| FW                   | 16 | Fritz Walter   |
| FW                   | 20 | Hans Schäfer   |
| Szövetségi kapitány: |    |                |
| Sepp Herberger       |    |                |

| GK                   | 12 | Şükrü Ersoy            |
| DF                   | 2  | Rıdvan Bolatlı         |
| DF                   | 3  | Basri Dirimlili        |
| DF                   | 17 | Naci Erdem             |
| MF                   | 5  | Çetin Zeybek           |
| MF                   | 6  | Rober Eryol            |
| FW                   | 7  | Erol Keskin            |
| FW                   | 11 | Lefter Küçükandonyadis |
| FW                   | 20 | Necmi Onarıcı          |
| FW                   | 4  | Mustafa Ertan          |
| FW                   | 22 | Coşkun Taş             |
| Szövetségi kapitány: |    |                        |
| Sandro Puppo         |    |                        |